# Neguillas
Neguillas es una entidad local menor y una localidad española del municipio de Coscurita, perteneciente a la provincia de Soria, en la comunidad autónoma de Castilla y León.

## Geografía
Forma parte de la comarca de Almazán y del partido judicial de Almazán. Desde el punto de vista jerárquico de la Iglesia católica forma parte de la Diócesis de Osma la cual, a su vez, pertenece a la Archidiócesis de Burgos.

## Historia
A la caída del Antiguo Régimen la localidad se constituyó en municipio constitucional en la región de Castilla la Vieja, partido de Almazán, que en el censo de 1842 contaba con 30 hogares y 120 vecinos. A mediados del siglo XIX, el lugar tenía contabilizadas 30 casas. Aparece descrito en el decimosegundo volumen del Diccionario geográfico-estadístico-histórico de España y sus posesiones de Ultramar de Pascual Madoz de la siguiente manera:

NEGUILLAS: l. con ayunt. en la prov. de Soria (7 leg.), part. jud. de Almazan (1 1/2), aud. terr. y c. g. de Burgos (31), dióc. de Sigüenza (8). sit. en la falda de la sierra de Perdices, con buena ventilacion y clima sano; tiene 30 casas; dos consistoriales; escuela de instruccion primaria, á cargo de un maestro, á la vez sacristan, dotado con 34 fanegas de trigo; una igl. parr. (San Juan Bautista), matriz de la de Borchicayada, y las granjas de Lodarejos y Bujarrapian; un cementerio sit. á las inmediaciones dé una ermita dedicada á San Pedro; fuera de la pobl. hay una fuente de buenas aguas, que provee al vecindario. térm. confina con los de Borchicayada, Soliedra, Villalba y Neguillas; dentro de esta circunferencia se encuentra uñ despoblado que llaman el Castillejo, y varios manantiales de buenas aguas. El terreno llano en su mayor parte, es de mediana calidad; comprende una deh. de pasto cercada de espinos. caminos: los locales y el que de Almazan dirige á Aragon. correo: se recibe y despacha en la cab. del part. prod.: cereales, legumbres, lino, cánamo y pastos, con los que se mantiene ganado lanar, cabrio, mular, caballar y vacuno. ind.: la agrícola. comercio: esportacion del sobrante de frutos é importacion de los art. que faltan. pobl.: 30 vec., 120 alm. cap. imp.: 24,809 rs.
(Madoz, 1849, p. 151)

Entre el censo de 1857 y el anterior el municipio de Neguillas desapareció, al integrarse en el de Coscurita.

## Demografía
En el año 1981 contaba con 28 habitantes, concentrados en el núcleo principal, pasando a 15 en 2009. 